# Rubí (2004)
Rubí is een Mexicaanse telenovela geproduceerd door José Alberto Castro voor Televisa in 2004. Het is gebaseerd op een stripverhaal van Yolanda Vargas Dulché uit 1963 dat verschillende malen is verfilmd.

## Verhaallijn
Rubí is een mooi meisje dat samenwoont met haar moeder Raphaëlle en haar zus Christina. Haar moeder is een gereserveerde, hardwerkende en traditionele vrouw en haar enige wens is dat haar dochters een eenvoudig en rustig leven leiden. Ze houdt van haar beide dochters, maar voelt zich dichter bij Christina.
Rubí werd in haar jeugd door haar vader verwend en is gewend altijd te krijgen wat ze wil. Sinds zijn dood kan Rubí de rampzalige financiële situatie waarin haar familie zich bevindt niet langer aanvaarden. Maar haar moeder en zus doen hun best om haar leven makkelijker te maken. Christina, die dag en nacht werkt, onderhoudt het gezin. Dankzij deze toevloed van fondsen ontvangt Rubí een beurs om haar studie aan een particuliere universiteit voort te zetten. Ze heeft nu maar één doel: een rijke en benijde vrouw worden.
Op de universiteit raakt zij bevriend met Maribel de la Fuente, een mooi en vooral zeer rijk jong meisje. De laatste verloor het gebruik van haar linkerbeen na een auto-ongeluk waarbij haar moeder om het leven kwam. Zij woont bij haar vader, Arthur, en haar gouvernante, Paula, die over haar waakt omdat zij Rubí wantrouwt. Maribel gelooft dat ze in Rubí meer dan een vriendin, een zuster heeft gevonden. Ze ziet niet dat Rubi een verraderlijke en berekenende jonge vrouw is.
Door haar handicap is Maribel een verlegen jong meisje met een gebrek aan zelfvertrouwen. Ze ontmoet een man genaamd Hector op het internet. Hector is knap, briljant, rijk en gepassioneerd en een getalenteerd architect. In de loop der maanden zijn ze meer dan vrienden geworden.
Hector, vastbesloten Maribel te ontmoeten, komt naar Mexico-Stad met zijn beste vriend Alejandro Cardenas, een jonge orthopedisch chirurg. Hij is een zelfverzekerde, vastberaden en intelligente man. Tussen hem en Rubi is het liefde op het eerste gezicht. Later verneemt Rubí van Maribel's vader dat Alejandro niet rijk is, wat niet past in haar toekomstplannen. Rubí besluit haar droom van rijkdom te verwezenlijken en scheidt, ondanks haar sterke gevoelens, van Alejandro.
Vervolgens verleidt ze Hector, die zich inmiddels met Maribel heeft verloofd. Op hun trouwdag verlaat Hector Maribel voor het altaar en vlucht met Rubí naar Cancún. Maar ze kan haar gevoelens voor Alejandro niet vergeten.
Na een paar jaar keren ze terug naar Mexico City. Alejandro is nu een gerespecteerd chirurg met goede verdiensten, waarop Rubí hem probeert terug te winnen.
Doorheen de plot ontdekken we het lijden van Rubí en het voortdurende heen en weer gaan tussen alle partijen.

## Prijzen
- TVyNovelas Awards 2004, Mexico: 7 prijzen, waaronder Best Telenovela en Best Actress in a Leading Role.[2]
- Les Gérard de la télévision 2006, Frankrijk: nominatie voor Slechtste Moordveroorzakende Uitzending.[3]
- TP de Oro 2011, Spanje: Nominatie voor Beste Telenovela.[4]